# Пригоди Шерлока Холмса
«Пригоди Шерлока Холмса» (англ. The Adventures of Sherlock Holmes) — збірка оповідань шотландського письменника Артура Конан Дойла, яка містить 12 детективних історій, головними героями яких є Шерлок Холмс та його друг і колега доктор Джон Ватсон, з погляду якого і ведеться розповідь. Книга вийшла 14 жовтня 1892 і є першою збіркою оповідань про Холмса. Розповіді раніше видавалися у журналі The Strand Magazine з липня 1891 по червень 1892 року. У збірці послідовність оповідань відповідає порядку їх написання.
Тематикою оповідань збірки є соціальна несправедливість. Холмс, на противагу, зображений як той, хто пропонує свіжий і справедливий підхід у несправедливому світі, використовуючи власний дедуктивний метод для розв'язання різноманітних злочинів не тільки у Великій Британії, а й поза її межами. У першому оповіданні, «Скандал у Богемії», фігурує Ірен Адлер, яка більше не з'являється в канонічній історії, а проте у сучасних екранізаціях доволі часто Шерлок Холмс закоханий у неї. Артур Конан Дойл включив чотири оповідання з цієї збірки до списку улюблених історій про Шерлока Холмса. Оповідання отримали позитивні відгуки, а також бралися за основу для радіоспектаклів та екранізацій. Окремі розповіді та збірка загалом неодноразово видавалися українською мовою.

## Історія написання
Артур Конан Дойл почав писати ще наприкінці 1870-х років, під час свого навчання в Единбурзькому університеті. В жовтні 1879 року у журналі Chambers's Edinburgh вперше було опубліковане його оповідання, а саме «Таємниця Сесаської долини» (англ. The Mystery of Sasassa Valley).
Першу повість про Шерлока Холмса — детектива, який завдяки своїй спостережливості та вмінню робити висновки розгадує найзаплутаніші справи, Дойл написав до 1886 року, після чого довго намагався знайти видавця, він тричі отримав відмову. Лише 1887 року видавництво Ward, Lock & Co публікує першу повість про Шерлока Холмса під назвою «Етюд у багряних тонах» у своєму щорічному журналі Beeton's Christmas Annual. Повість отримала позитивні відгуки, а проте оплата за повість була невеликою, лише 25 фунтів стерлінгів. Після того, як у 1890 Дойл випускає другу повість, що називалася «Знак чотирьох», у американському щомісячному журналі Lippincott, він вирішив переключити свою увагу на оповідання. Невдовзі після відкриття журналу The Strand Magazine у січні 1891 року його редактор Герберт Грінгоу Сміт (англ. Herbert Greenhough Smith) отримав від Дойла два оповідання для публікації у новому щомісячнику. Пізніше він описав свою реакцію:
|  | Я одразу зрозумів, що перед нами найвидатніший письменник оповідань після Едгара Аллана По.Оригінальний текст (англ.) I at once realised that here was the greatest short story writer since Edgar Allan Poe. |

Перше з двох оповідань, «Скандал у Богемії», вийшло у кінці липневого випуску та містило десять ілюстрацій від Сидні Педжіта. Розповіді виявилися популярними серед читачів та збільшили тираж журналу, а сам Артур Конан Дойл отримав по 30 гіней за кожне з дванадцяти оповідань. Розповіді публікувалися у щомісячнику з липня 1891 по червень 1892. У листопаді 1891 року Дойлу набридло, що його, як письменника, асоціюють тільки з персонажами Холмса і Ватсона. Тоді ж він написав своїй матері, що «хоче покінчити з Холмсом», проте вона переконала відкласти остаточне рішення, тож Дойл продовжив писати розповіді.
14 жовтня 1892 року Джордж Ньюнс (англ. George Newnes), видавець The Strand Magazine зібрав оповідання разом і опублікував їх як книгу «Пригоди Шерлока Холмса» (англ. The Adventures of Sherlock Holmes). У збірці послідовність оповідань відповідає черговості їх написання. Початковий тираж книги становив 10 000 примірників у Великій Британії та ще 4 500 примірників у Сполучених Штатах Америки, де їх опублікувало видавництво Harper & Brothers наступного дня після випуску у Великій Британії.
Сидні Педжіт проілюстрував усі 12 оповідань для The Strand Magazine. Зображення до попередніх творів про Шерлока Холмса створювали інші художники.

## Оповідання

### Короткий зміст
Усі оповідання в «Пригодах Шерлока Холмса» розповідаються від першої особи з погляду доктора Ватсона, як і в усіх оповіданнях про Шерлока Холмса, крім чотирьох. У статті оксфордського національного біографічного словника про Артура Конан Дойла пишеться, що оповідання, які містяться у цій збірці, як правило, вказують на соціальну несправедливість, таку як «шантаж короля оперною співачкою, обман вітчимом своєї пасербиці як фіктивного нареченого, шахрайська експлуатація невдалого власника ломбарду, шахрайство жебрацтвом». Холмс, на противагу, зображений як той, хто пропонує свіжий і справедливий підхід у несправедливому світі «офіційної некомпетентності та аристократичних привілеїв» за допомогою власного дедуктивного методу.

### Список оповідань
| №  | Оповідання                   | Оригінальна назва                           | Час публікації | Сюжет |
| -- | ---------------------------- | ------------------------------------------- | -------------- | --- |
| 1  | Скандал у Богемії            | англ. A Scandal in Bohemia                  | 1891, липень   | Король Богемії звертається до Холмса з проханням знайти фотографію, яка залишилася у його коханки-співачки Ірен Адлер, що може зруйнувати його майбутній шлюб. |
| 2  | Спілка рудих                 | англ. The Red-Headed League                 | 1891, серпень  | Власник ломбарду, Джабез Вілсон, дізнається від свого помічника про місце роботи, куди беруть працювати лише через рудий колір волосся. |
| 3  | Встановлення особи           | англ. A Case of Identity                    | 1891, вересень | Всупереч волі свого вітчима Мері Сазерленд заручилася з Госмером Ейнджелом. Вранці в день їхнього весілля Ейнджелом зникає дорогою до церкви. Вітчим не хоче, щоб Холмс займався цією справою. |
| 4  | Таємниця Боскомбської долини | англ. The Boscombe Valley Mystery           | 1891, жовтень  | Інспектор Лестрейд просить допомоги в Холмса після того, як у вбивстві орендаря Чарльза Маккарті підозрюють його сина, Джеймса. |
| 5  | П'ять апельсинових зерняток  | англ. The Five Orange Pips                  | 1891, листопад | Американцю та його молодому спадкоємцю поштою надходить лист, на якому написані три літери «К» та п'ять апельсинових зерняток. |
| 6  | Людина з розсіченою губою    | англ. The Man with the Twisted Lip          | 1891, грудень  | Зникає батько родини, жінка востаннє бачила його в одному старому будинку, де через деякий час заарештовують потвору-жебрака. |
| 7  | Блакитний карбункул          | англ. The Adventure of the Blue Carbuncle   | 1892, січень   | Перехожий знаходить на вулиці гусака та капелюх і віддає їх Холмсу. У волі гусака виявляють карбункул. |
| 8  | Пістрява стрічка             | англ. The Adventure of the Speckled Band    | 1892, лютий    | До Холмса за допомогою звертається дівчина, у якої два роки тому при загадкових обставинах, незадовго до весілля, загинула сестра. Тепер, через домашні обставини, вона змушена переселитися у спальню сестри, де та померла. Після того дівчина стала помічати дивні звуки, як і її сестра перед смертю. |
| 9  | Інженерів палець             | англ. The Adventure of the Engineer's Thumb | 1892, березень | Інженеру, Віктору Гатерлі, пропонують разову високооплачувану роботу з ремонту гідрвлічного преса, після чого він втрачає палець і звертається до доктора Ватсона за медичною допомогою. |
| 10 | Шляхетний холостяк           | англ. The Adventure of the Noble Bachelor   | 1892, квітень  | Аристократ збирається одружитися із заможною американкою, проте та зникає одразу після вінчання. |
| 11 | Берилова діадема             | англ. The Adventure of the Beryl Coronet    | 1892, травень  | Банкір просить Холмса провести розслідування після того, як довірена йому берилова діадема була пошкоджена в його будинку. |
| 12 | «Мідяні буки»                | англ. The Adventure of the Copper Beeches   | 1892, червень  | Вайолет Гантер консультується з Холмсом після того, як їй запропонували роботу гувернантки за низки незвичайних умов, зокрема зробити коротку зачіску. |

## Відгуки
Книга «Пригоди Шерлока Холмса» була добре сприйнята після виходу оповідань в The Strand Magazine. Після публікації розповіді «Скандал у Богемії» в липні 1891 року Hull Daily Mail описав цю історію як «гідну винахідницького генія» Дойла. Трохи більше ніж через рік, коли Артур Конан Дойл взяв перерву у публікації оповідань після завершення «Пригод Шерлока Холмса», у статті в Belfast News Letter оглядали оповідання іншого автора, який публікувався у журналі The Strand Magazine. У статті говорилося, що це оповідання «могло б бути прочитане з помірним інтересом рік тому» і що «унікальна сила» писання Дойла зробила очевидною прірву в якості між оповіданнями.
Оглядач з газети Leeds Mercury особливо високо оцінив характерні риси Холмса «з усіма його маленькими недоліками», тоді як у газеті Cheltenham Looker-On описано Холмса як «іноді досить нудного», зазначивши, що описи його недоліків «стають виснажливими».
Кореспондент з Hampshire Telegraph скаржився на те, що продуманіші твори Дойла, такі як роман «Мік Кларк», не були такими популярними, як оповідання про Холмса та дійшов висновку, що автор, «який хоче отримувати з літератури гроші, повинен писати те, що хочуть його читачі».
Сам Артур Конан Дойл високо оцінив розповіді з цієї збірки. 1927 року його попросили назвати оповідання про Шерлока Холмса, що писалися для журналу The Strand Magazine та які він вважає своїми улюбленими. Дойл склав список з 12 історій, серед яких були 4 оповідання з цієї книги: «Пістрява стрічка» (як його улюблена), «Спілка рудих» (№ 2), «Скандал у Богемії» (№ 5) і «П'ять апельсинових зерняток» (№ 7).
Українські письменники та громадські діячі брати Капранови відмічали, що, читаючи хронологічно історії про Шерлока Холмса, можна помітити прогрес Артура Конан Дойла як письменника, та назвали оповідання «Спілка рудих» та «Пістрява стрічка» досить винахідливими. Проте Капранови вказували на те, що загалом розповіді про Холмса мають «невправності та нелогічності», але закликали не засуджувати автора через це, адже «це був фундамент, на якому збудовано весь жанр детективу-загадки».
Британська газета «Ґардіан» 2015 року опублікувала відгук одного з своїх читачі на цю книгу. Він написав, що йому сподобався діапазон справ, які поставали перед Холмсом: від дивовижних з існуванням спілки виключно для рудих людей, до нудно-буденних, які виявлялися заплутанішими, як от втрачений капелюх, що привів до вкраденої коштовності.
Раян Брітт з американського часопису «Есквайр» у статті 2022 року, присвяченій 130-річчю виходу збірки оповідань, відмічає, що у порівнянні з повістями «Етюд у багряних тонах» і «Знак чотирьох» оповідання з цієї книги хоча й не мають занадто великої передісторії, проте сповнені захоплюючих та пам'ятних деталей. Також він високо оцінює Ірен Адлер з оповідання «Скандал у Богемії» та пише, що Холмс і Адлер схожі, але суспільство та їхні професії розділяють їх.

## Заборони
Книга була заборонена в Радянському Союзі з 1929 по 1940 рік через наявність в книзі «окультизму».

## Адаптації
Історії про Шерлока Холмса неодноразово екранізували як у кінофільмах, так і у п'єсах. Холмса грали понад 70 різних акторів у понад 200 фільмах. Декілька фільмів і телесеріалів носили назву «Пригоди Шерлока Холмса», але деякі з них є або оригінальними історіями, або комбінаціями кількох оповідань Дойла, або, в одному з випадків, екранізацією повісті «Знак чотирьох».
Ірен Адлер, яка є одним з персонажів у першому оповіданні збірки «Скандал у Богемії», займає важливе місце в багатьох сучасних адаптаціях, незважаючи на те, що більше у творах Артура Конан Дойла вона не з'являється, лише Холмс або Ватсон згадуують. В сучасних адаптаціях Холмс часто таємно закоханий в неї, як у серіалах «Елементарно» від американського телеканалу CBS або «Шерлок» від британського BBC, хоча в оповіданні стверджується:
|  | Не можна сказати, щоб він відчував до Ірен Адлер щось подібне до кохання. Оригінальний текст (англ.) It was not that he felt any emotion akin to love for Irene Adler. |

У своєму «Довіднику про Шерлока Холмса» Крістофер Редмонд зазначає, що «канонічна історія дає мало підстав для сентиментальних або розважливих припущень про почуття між Холмсом і Адлер».
У кількох серіалах були екранізовані всі або майже всі оповідання цієї збірки, включно з циклом фільмів 1921—1923 років, радіосеріали «Пригоди Шерлока Холмса» (1930—1936), та «Нові пригоди Шерлока Холмса» 1939—1950 років і радіосеріал BBC про Шерлока Холмса 1952—1969 років.
У Радянському Союзі з 1979 по 1986 рік виходив телесеріал «Пригоди Шерлока Холмса і доктора Ватсона», сценарії для трьох серій якого взяли за основу оповідання з цієї збірки.
Багато оповідань зі збірки ввійшли як епізоди до серіалу «Шерлок Холмс» від «Granada Television», який був в етері з 1984 по 1994 рік.
Оповідання зі збірки «Пригоди Шерлока Холмса» були театралізовані для BBC Radio 4 у 1990—1991 роках, як частина радіосеріалу «Шерлок Холмс» 1989—1998 років і були адаптовані як епізоди радіосеріалу «Класичні пригоди Шерлока Холмса» (2005—2016). Оповідання зі збірки також були адаптовані для багатьох інших постановок.

## Переклади українською

Обкладинка збірки «Людина з Бейкер-стріт», 2001 рік

Перший переклад-уривок з твору «Блакитний карбункул» (Синій карбункул) Артура Конан Дойла про Шерлока Холмса з'явився на сторінках львівської щоденної газети «Діло» у 1903 році, переклад якого виконав Ярослав Антонович-Гординський.
У 1924-25 роках у Друкарні Ставропігійського інституту що у Львові, за редакцією В. Завадського, були видані окремі оповідання про Шерлока Холмса. Серед них були чотири оповідання з цієї збірки: «Людина з розсіченою губою» (Людина з близною), «Блакитний карбункул» (Захований клєйнод), «Пістрява стрічка» (Пестра стяжка) та «Інженерів палець» (Відтятий палець).
1928 року у Харкові, у Державному видавництві України, вийшли два томи вибраних оповідань та повістей Артура Конан Дойла. Другий том містив оповідання «Спілка рудих» (Товариство червоноголових) та «Таємниця Боскомбської долини» (Тайна Боскомбської долини), які переклав Микола Іванов.
В 1977 та 1990 роках у Радянському Союзі виходили українськомовні збірки оповідань під назвою «Оповідання про Шерлока Холмса», куди, зокрема, входили розповіді з цієї книги. Переклад виконав Микола Дмитренко.
Перше українське видання цієї збірки сталося у 2001 році під назвою «Людина з Бейкер-стріт», куди увійшло 7 оповідань з цієї книги, повісті «Етюд у багряних тонах», «Собака Баскервілів» та дві розповіді з інших збірок — «Обряд родини Масгрейвів» і «Дияволова нога». Переклад Миколи Дмитренка, видавництво «Дніпро».
В 2010 вийшло повне українське зібрання повістей та оповідань про відомого детектива, яке отримало назву «Пригоди Шерлока Холмса» та складалося з 4 томів. Всі 12 оповідань оригінальної збірки увійшли в перший том. Переклад з англійської виконав Володимир Панченко.
Збірка також перевидавалася видавництвами «А-ба-ба-га-ла-ма-га» у перекладі Володимира Панченка та «Фоліо» у перекладі Євгена Тарнавського.

## Галерея
Автор ілюстрацій — Сидні Педжіт, спеціально намалював їх для The Strand Magazine.

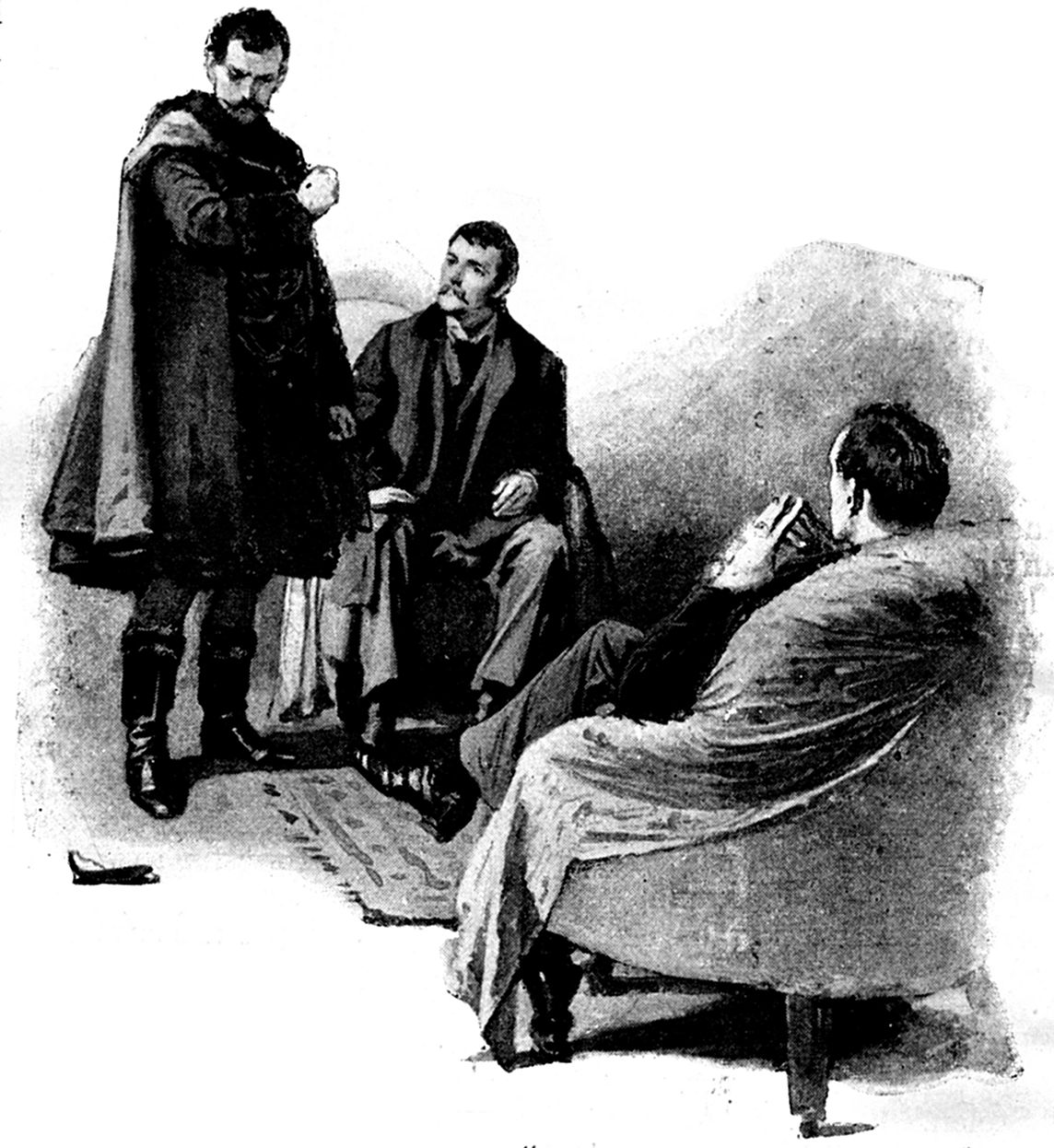
Скандал в Богемії. Король Вільгельм фон Ормштайн скидає маску перед Холмсом і Ватсоном
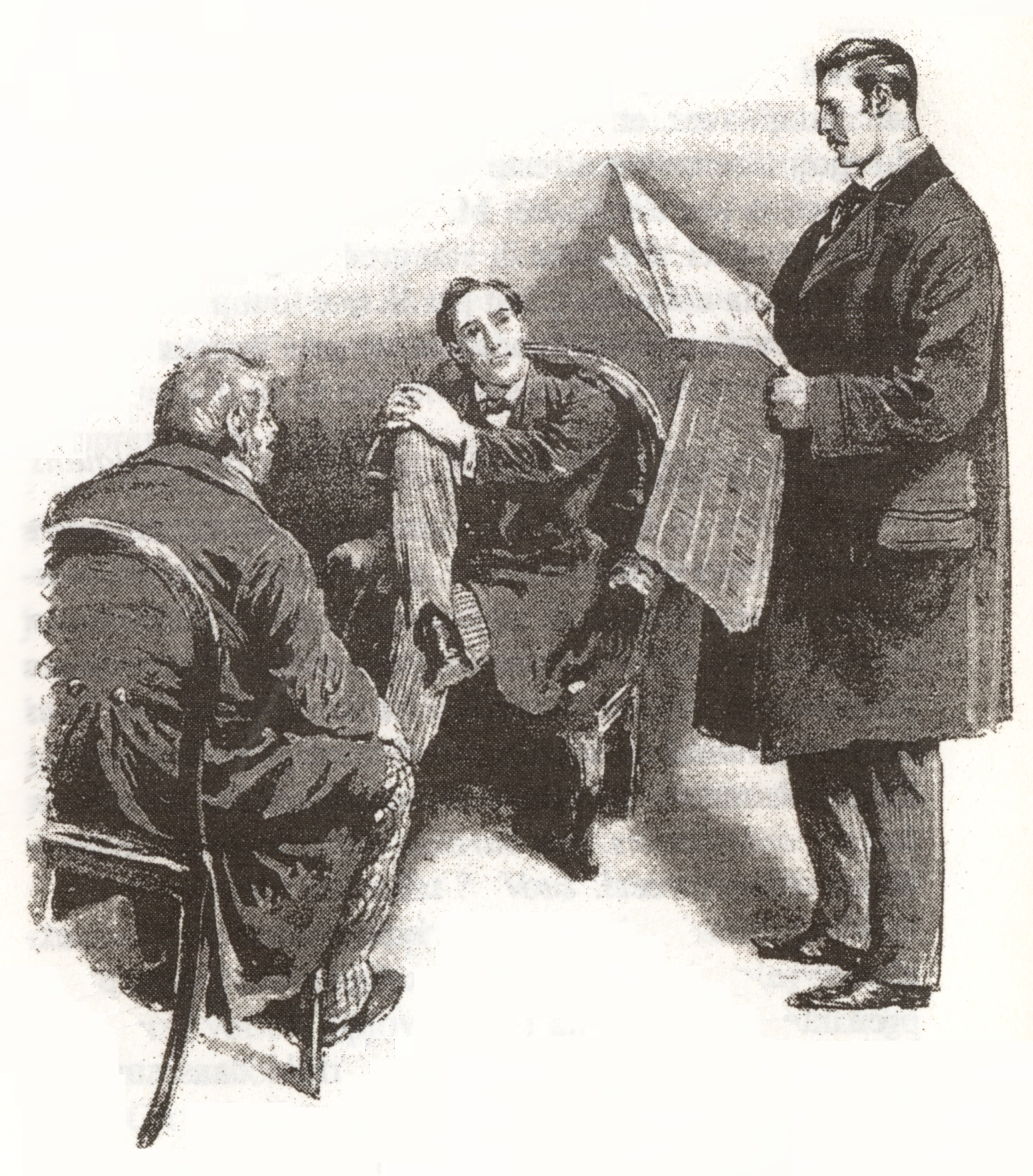
Спілка рудих. Ватсон читає газету Холмсу і Вілсону
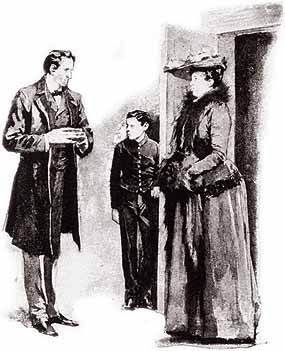
Встановлення особистості. Холмс вітає міс Сазерленд
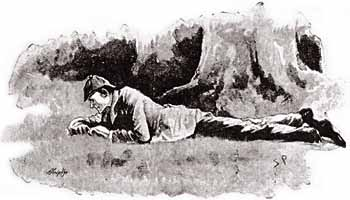
Таємниця Боскомбської долини. Холмс розглядає сліди на місці вбивства
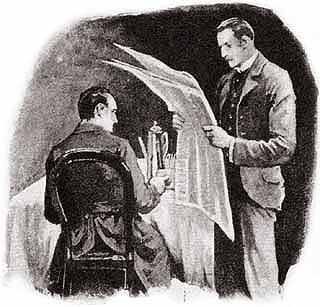
П'ять апельсинових зерняток. Ватсон читає ранкову газету, у той час як Холмс збирається йти до міста
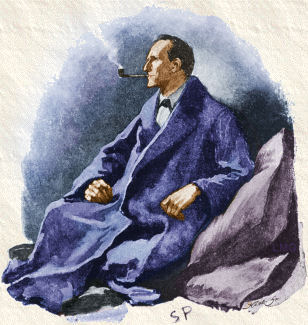
Людина з розсіченою губою. Шерлок Холмс сидить на подушках та курить люльку
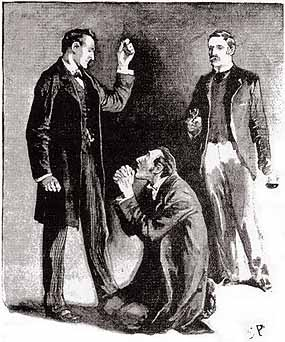
Блакитний карбункул. Джеймс Райдер благає Холмса про милосердя
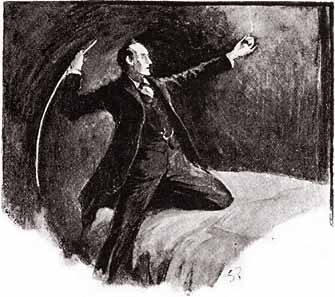
Пістрява стрічка. Холмс б'є по «пістрявій стрічці»
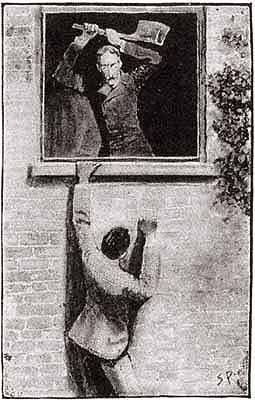
Інженерів палець. Гатерлі втрачає палець
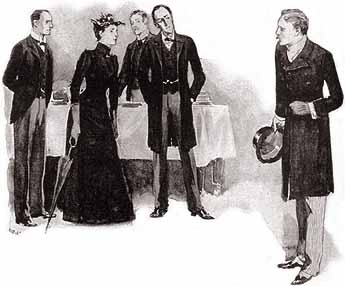
Шляхетний холостяк. Лорд Сен-Сімон дізнається правду
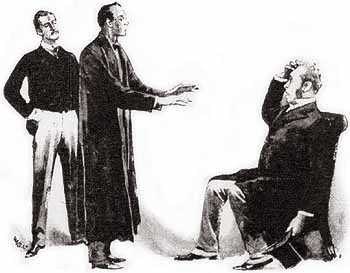
Берилова діадема. Холмс, Ватсон та Голдер
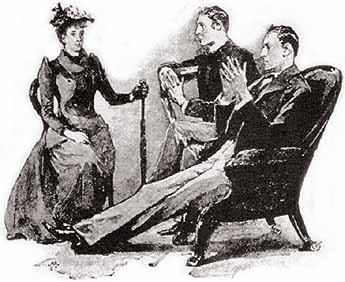
Мідяні буки. Вайолет Гантер під час візиту у детектива

## Виноски
1. ↑  Інша назва — «Товариство червоноголових»
2. ↑  Інша назва — «Тайна Боскомбської долини»
3. ↑  Інша назва — «П'ять помаранчевих зерняток»
4. ↑  Інші назви — «Чоловік з близною», «Людина з вивернутою губою»
5. ↑  Інші назви — «Захований клєйнод», «Голубий карбункул»
6. ↑  Інші назви — «Пестра стяжка», «Строката бинда»
7. ↑  Інша назва — «Відтятий палець»
8. ↑  Переклад Володимира Панченко[28]
9. ↑  Всі, окрім оповідання «П'ять апельсинових зерняток»
10. ↑  Всі, окрім оповідання «Берилова діадема»
11. ↑  
  - Шерлок Холмс і доктор Ватсон, 1 серія «Знайомство» — на основі оповідання «Пістрява стрічка»;
  - Скарби Агри, 2 серія — на основі оповідання «Скандал у Богемії» та повісті «Знак чотирьох»;
  - Двадцяте століття починається, 1 серія — на основній оповідань «Інженерів палець» та «Друга пляма».
12. ↑  
  - «Скандал у Богемії»,
  - «Спілка рудих»,
  - «Таємниця Боскомської долини»,
  - «П'ять апельсинових зерняток»,
  - «Людина з вивернутою губою»,
  - «Голубий карбункул»,
  - «Пістрява стрічка»